# Небольсин, Валерий Яковлевич
Валерий Яковлевич Небольсин (24 мая 1939, Панино, Воронежская область — 28 января 2010) — советский и российский шахматист, мастер спорта СССР (1966).
Отец и многолетний тренер гроссмейстера В. В. Небольсиной.
Участник отборочных соревнований чемпионата СССР 1977 г.
В составе сборной ДСО «Труд» бронзовый призёр командного чемпионата СССР 1974 г. (официальное наименование соревнования — Кубок СССР).
Жил в Томске, позже — в Новосибирске. В Бердске проводится блицтурнир его памяти.

## Примечательная партия
|   | a | b | c | d | e | f | g | h |   |
| - | --- | --- | --- | --- | --- | --- | --- | --- | - |
| 8 | d8 чёрная ладья · g8 чёрный король · b7 чёрный слон · c7 чёрный ферзь · d7 чёрная ладья · e7 чёрный слон · f7 чёрная пешка · g7 чёрная пешка · h7 чёрная пешка · a6 чёрная пешка · c5 чёрная пешка · e5 белая пешка · f5 белая ладья · c4 белая пешка · d4 чёрный конь · e4 белый конь · c3 белый слон · e3 белый ферзь · a2 белая пешка · c2 белый слон · g2 белая пешка · h2 белая пешка · f1 белая ладья · g1 белый король | d8 чёрная ладья · g8 чёрный король · b7 чёрный слон · c7 чёрный ферзь · d7 чёрная ладья · e7 чёрный слон · f7 чёрная пешка · g7 чёрная пешка · h7 чёрная пешка · a6 чёрная пешка · c5 чёрная пешка · e5 белая пешка · f5 белая ладья · c4 белая пешка · d4 чёрный конь · e4 белый конь · c3 белый слон · e3 белый ферзь · a2 белая пешка · c2 белый слон · g2 белая пешка · h2 белая пешка · f1 белая ладья · g1 белый король | d8 чёрная ладья · g8 чёрный король · b7 чёрный слон · c7 чёрный ферзь · d7 чёрная ладья · e7 чёрный слон · f7 чёрная пешка · g7 чёрная пешка · h7 чёрная пешка · a6 чёрная пешка · c5 чёрная пешка · e5 белая пешка · f5 белая ладья · c4 белая пешка · d4 чёрный конь · e4 белый конь · c3 белый слон · e3 белый ферзь · a2 белая пешка · c2 белый слон · g2 белая пешка · h2 белая пешка · f1 белая ладья · g1 белый король | d8 чёрная ладья · g8 чёрный король · b7 чёрный слон · c7 чёрный ферзь · d7 чёрная ладья · e7 чёрный слон · f7 чёрная пешка · g7 чёрная пешка · h7 чёрная пешка · a6 чёрная пешка · c5 чёрная пешка · e5 белая пешка · f5 белая ладья · c4 белая пешка · d4 чёрный конь · e4 белый конь · c3 белый слон · e3 белый ферзь · a2 белая пешка · c2 белый слон · g2 белая пешка · h2 белая пешка · f1 белая ладья · g1 белый король | d8 чёрная ладья · g8 чёрный король · b7 чёрный слон · c7 чёрный ферзь · d7 чёрная ладья · e7 чёрный слон · f7 чёрная пешка · g7 чёрная пешка · h7 чёрная пешка · a6 чёрная пешка · c5 чёрная пешка · e5 белая пешка · f5 белая ладья · c4 белая пешка · d4 чёрный конь · e4 белый конь · c3 белый слон · e3 белый ферзь · a2 белая пешка · c2 белый слон · g2 белая пешка · h2 белая пешка · f1 белая ладья · g1 белый король | d8 чёрная ладья · g8 чёрный король · b7 чёрный слон · c7 чёрный ферзь · d7 чёрная ладья · e7 чёрный слон · f7 чёрная пешка · g7 чёрная пешка · h7 чёрная пешка · a6 чёрная пешка · c5 чёрная пешка · e5 белая пешка · f5 белая ладья · c4 белая пешка · d4 чёрный конь · e4 белый конь · c3 белый слон · e3 белый ферзь · a2 белая пешка · c2 белый слон · g2 белая пешка · h2 белая пешка · f1 белая ладья · g1 белый король | d8 чёрная ладья · g8 чёрный король · b7 чёрный слон · c7 чёрный ферзь · d7 чёрная ладья · e7 чёрный слон · f7 чёрная пешка · g7 чёрная пешка · h7 чёрная пешка · a6 чёрная пешка · c5 чёрная пешка · e5 белая пешка · f5 белая ладья · c4 белая пешка · d4 чёрный конь · e4 белый конь · c3 белый слон · e3 белый ферзь · a2 белая пешка · c2 белый слон · g2 белая пешка · h2 белая пешка · f1 белая ладья · g1 белый король | d8 чёрная ладья · g8 чёрный король · b7 чёрный слон · c7 чёрный ферзь · d7 чёрная ладья · e7 чёрный слон · f7 чёрная пешка · g7 чёрная пешка · h7 чёрная пешка · a6 чёрная пешка · c5 чёрная пешка · e5 белая пешка · f5 белая ладья · c4 белая пешка · d4 чёрный конь · e4 белый конь · c3 белый слон · e3 белый ферзь · a2 белая пешка · c2 белый слон · g2 белая пешка · h2 белая пешка · f1 белая ладья · g1 белый король | 8 |
| 7 | d8 чёрная ладья · g8 чёрный король · b7 чёрный слон · c7 чёрный ферзь · d7 чёрная ладья · e7 чёрный слон · f7 чёрная пешка · g7 чёрная пешка · h7 чёрная пешка · a6 чёрная пешка · c5 чёрная пешка · e5 белая пешка · f5 белая ладья · c4 белая пешка · d4 чёрный конь · e4 белый конь · c3 белый слон · e3 белый ферзь · a2 белая пешка · c2 белый слон · g2 белая пешка · h2 белая пешка · f1 белая ладья · g1 белый король | d8 чёрная ладья · g8 чёрный король · b7 чёрный слон · c7 чёрный ферзь · d7 чёрная ладья · e7 чёрный слон · f7 чёрная пешка · g7 чёрная пешка · h7 чёрная пешка · a6 чёрная пешка · c5 чёрная пешка · e5 белая пешка · f5 белая ладья · c4 белая пешка · d4 чёрный конь · e4 белый конь · c3 белый слон · e3 белый ферзь · a2 белая пешка · c2 белый слон · g2 белая пешка · h2 белая пешка · f1 белая ладья · g1 белый король | d8 чёрная ладья · g8 чёрный король · b7 чёрный слон · c7 чёрный ферзь · d7 чёрная ладья · e7 чёрный слон · f7 чёрная пешка · g7 чёрная пешка · h7 чёрная пешка · a6 чёрная пешка · c5 чёрная пешка · e5 белая пешка · f5 белая ладья · c4 белая пешка · d4 чёрный конь · e4 белый конь · c3 белый слон · e3 белый ферзь · a2 белая пешка · c2 белый слон · g2 белая пешка · h2 белая пешка · f1 белая ладья · g1 белый король | d8 чёрная ладья · g8 чёрный король · b7 чёрный слон · c7 чёрный ферзь · d7 чёрная ладья · e7 чёрный слон · f7 чёрная пешка · g7 чёрная пешка · h7 чёрная пешка · a6 чёрная пешка · c5 чёрная пешка · e5 белая пешка · f5 белая ладья · c4 белая пешка · d4 чёрный конь · e4 белый конь · c3 белый слон · e3 белый ферзь · a2 белая пешка · c2 белый слон · g2 белая пешка · h2 белая пешка · f1 белая ладья · g1 белый король | d8 чёрная ладья · g8 чёрный король · b7 чёрный слон · c7 чёрный ферзь · d7 чёрная ладья · e7 чёрный слон · f7 чёрная пешка · g7 чёрная пешка · h7 чёрная пешка · a6 чёрная пешка · c5 чёрная пешка · e5 белая пешка · f5 белая ладья · c4 белая пешка · d4 чёрный конь · e4 белый конь · c3 белый слон · e3 белый ферзь · a2 белая пешка · c2 белый слон · g2 белая пешка · h2 белая пешка · f1 белая ладья · g1 белый король | d8 чёрная ладья · g8 чёрный король · b7 чёрный слон · c7 чёрный ферзь · d7 чёрная ладья · e7 чёрный слон · f7 чёрная пешка · g7 чёрная пешка · h7 чёрная пешка · a6 чёрная пешка · c5 чёрная пешка · e5 белая пешка · f5 белая ладья · c4 белая пешка · d4 чёрный конь · e4 белый конь · c3 белый слон · e3 белый ферзь · a2 белая пешка · c2 белый слон · g2 белая пешка · h2 белая пешка · f1 белая ладья · g1 белый король | d8 чёрная ладья · g8 чёрный король · b7 чёрный слон · c7 чёрный ферзь · d7 чёрная ладья · e7 чёрный слон · f7 чёрная пешка · g7 чёрная пешка · h7 чёрная пешка · a6 чёрная пешка · c5 чёрная пешка · e5 белая пешка · f5 белая ладья · c4 белая пешка · d4 чёрный конь · e4 белый конь · c3 белый слон · e3 белый ферзь · a2 белая пешка · c2 белый слон · g2 белая пешка · h2 белая пешка · f1 белая ладья · g1 белый король | d8 чёрная ладья · g8 чёрный король · b7 чёрный слон · c7 чёрный ферзь · d7 чёрная ладья · e7 чёрный слон · f7 чёрная пешка · g7 чёрная пешка · h7 чёрная пешка · a6 чёрная пешка · c5 чёрная пешка · e5 белая пешка · f5 белая ладья · c4 белая пешка · d4 чёрный конь · e4 белый конь · c3 белый слон · e3 белый ферзь · a2 белая пешка · c2 белый слон · g2 белая пешка · h2 белая пешка · f1 белая ладья · g1 белый король | 7 |
| 6 | d8 чёрная ладья · g8 чёрный король · b7 чёрный слон · c7 чёрный ферзь · d7 чёрная ладья · e7 чёрный слон · f7 чёрная пешка · g7 чёрная пешка · h7 чёрная пешка · a6 чёрная пешка · c5 чёрная пешка · e5 белая пешка · f5 белая ладья · c4 белая пешка · d4 чёрный конь · e4 белый конь · c3 белый слон · e3 белый ферзь · a2 белая пешка · c2 белый слон · g2 белая пешка · h2 белая пешка · f1 белая ладья · g1 белый король | d8 чёрная ладья · g8 чёрный король · b7 чёрный слон · c7 чёрный ферзь · d7 чёрная ладья · e7 чёрный слон · f7 чёрная пешка · g7 чёрная пешка · h7 чёрная пешка · a6 чёрная пешка · c5 чёрная пешка · e5 белая пешка · f5 белая ладья · c4 белая пешка · d4 чёрный конь · e4 белый конь · c3 белый слон · e3 белый ферзь · a2 белая пешка · c2 белый слон · g2 белая пешка · h2 белая пешка · f1 белая ладья · g1 белый король | d8 чёрная ладья · g8 чёрный король · b7 чёрный слон · c7 чёрный ферзь · d7 чёрная ладья · e7 чёрный слон · f7 чёрная пешка · g7 чёрная пешка · h7 чёрная пешка · a6 чёрная пешка · c5 чёрная пешка · e5 белая пешка · f5 белая ладья · c4 белая пешка · d4 чёрный конь · e4 белый конь · c3 белый слон · e3 белый ферзь · a2 белая пешка · c2 белый слон · g2 белая пешка · h2 белая пешка · f1 белая ладья · g1 белый король | d8 чёрная ладья · g8 чёрный король · b7 чёрный слон · c7 чёрный ферзь · d7 чёрная ладья · e7 чёрный слон · f7 чёрная пешка · g7 чёрная пешка · h7 чёрная пешка · a6 чёрная пешка · c5 чёрная пешка · e5 белая пешка · f5 белая ладья · c4 белая пешка · d4 чёрный конь · e4 белый конь · c3 белый слон · e3 белый ферзь · a2 белая пешка · c2 белый слон · g2 белая пешка · h2 белая пешка · f1 белая ладья · g1 белый король | d8 чёрная ладья · g8 чёрный король · b7 чёрный слон · c7 чёрный ферзь · d7 чёрная ладья · e7 чёрный слон · f7 чёрная пешка · g7 чёрная пешка · h7 чёрная пешка · a6 чёрная пешка · c5 чёрная пешка · e5 белая пешка · f5 белая ладья · c4 белая пешка · d4 чёрный конь · e4 белый конь · c3 белый слон · e3 белый ферзь · a2 белая пешка · c2 белый слон · g2 белая пешка · h2 белая пешка · f1 белая ладья · g1 белый король | d8 чёрная ладья · g8 чёрный король · b7 чёрный слон · c7 чёрный ферзь · d7 чёрная ладья · e7 чёрный слон · f7 чёрная пешка · g7 чёрная пешка · h7 чёрная пешка · a6 чёрная пешка · c5 чёрная пешка · e5 белая пешка · f5 белая ладья · c4 белая пешка · d4 чёрный конь · e4 белый конь · c3 белый слон · e3 белый ферзь · a2 белая пешка · c2 белый слон · g2 белая пешка · h2 белая пешка · f1 белая ладья · g1 белый король | d8 чёрная ладья · g8 чёрный король · b7 чёрный слон · c7 чёрный ферзь · d7 чёрная ладья · e7 чёрный слон · f7 чёрная пешка · g7 чёрная пешка · h7 чёрная пешка · a6 чёрная пешка · c5 чёрная пешка · e5 белая пешка · f5 белая ладья · c4 белая пешка · d4 чёрный конь · e4 белый конь · c3 белый слон · e3 белый ферзь · a2 белая пешка · c2 белый слон · g2 белая пешка · h2 белая пешка · f1 белая ладья · g1 белый король | d8 чёрная ладья · g8 чёрный король · b7 чёрный слон · c7 чёрный ферзь · d7 чёрная ладья · e7 чёрный слон · f7 чёрная пешка · g7 чёрная пешка · h7 чёрная пешка · a6 чёрная пешка · c5 чёрная пешка · e5 белая пешка · f5 белая ладья · c4 белая пешка · d4 чёрный конь · e4 белый конь · c3 белый слон · e3 белый ферзь · a2 белая пешка · c2 белый слон · g2 белая пешка · h2 белая пешка · f1 белая ладья · g1 белый король | 6 |
| 5 | d8 чёрная ладья · g8 чёрный король · b7 чёрный слон · c7 чёрный ферзь · d7 чёрная ладья · e7 чёрный слон · f7 чёрная пешка · g7 чёрная пешка · h7 чёрная пешка · a6 чёрная пешка · c5 чёрная пешка · e5 белая пешка · f5 белая ладья · c4 белая пешка · d4 чёрный конь · e4 белый конь · c3 белый слон · e3 белый ферзь · a2 белая пешка · c2 белый слон · g2 белая пешка · h2 белая пешка · f1 белая ладья · g1 белый король | d8 чёрная ладья · g8 чёрный король · b7 чёрный слон · c7 чёрный ферзь · d7 чёрная ладья · e7 чёрный слон · f7 чёрная пешка · g7 чёрная пешка · h7 чёрная пешка · a6 чёрная пешка · c5 чёрная пешка · e5 белая пешка · f5 белая ладья · c4 белая пешка · d4 чёрный конь · e4 белый конь · c3 белый слон · e3 белый ферзь · a2 белая пешка · c2 белый слон · g2 белая пешка · h2 белая пешка · f1 белая ладья · g1 белый король | d8 чёрная ладья · g8 чёрный король · b7 чёрный слон · c7 чёрный ферзь · d7 чёрная ладья · e7 чёрный слон · f7 чёрная пешка · g7 чёрная пешка · h7 чёрная пешка · a6 чёрная пешка · c5 чёрная пешка · e5 белая пешка · f5 белая ладья · c4 белая пешка · d4 чёрный конь · e4 белый конь · c3 белый слон · e3 белый ферзь · a2 белая пешка · c2 белый слон · g2 белая пешка · h2 белая пешка · f1 белая ладья · g1 белый король | d8 чёрная ладья · g8 чёрный король · b7 чёрный слон · c7 чёрный ферзь · d7 чёрная ладья · e7 чёрный слон · f7 чёрная пешка · g7 чёрная пешка · h7 чёрная пешка · a6 чёрная пешка · c5 чёрная пешка · e5 белая пешка · f5 белая ладья · c4 белая пешка · d4 чёрный конь · e4 белый конь · c3 белый слон · e3 белый ферзь · a2 белая пешка · c2 белый слон · g2 белая пешка · h2 белая пешка · f1 белая ладья · g1 белый король | d8 чёрная ладья · g8 чёрный король · b7 чёрный слон · c7 чёрный ферзь · d7 чёрная ладья · e7 чёрный слон · f7 чёрная пешка · g7 чёрная пешка · h7 чёрная пешка · a6 чёрная пешка · c5 чёрная пешка · e5 белая пешка · f5 белая ладья · c4 белая пешка · d4 чёрный конь · e4 белый конь · c3 белый слон · e3 белый ферзь · a2 белая пешка · c2 белый слон · g2 белая пешка · h2 белая пешка · f1 белая ладья · g1 белый король | d8 чёрная ладья · g8 чёрный король · b7 чёрный слон · c7 чёрный ферзь · d7 чёрная ладья · e7 чёрный слон · f7 чёрная пешка · g7 чёрная пешка · h7 чёрная пешка · a6 чёрная пешка · c5 чёрная пешка · e5 белая пешка · f5 белая ладья · c4 белая пешка · d4 чёрный конь · e4 белый конь · c3 белый слон · e3 белый ферзь · a2 белая пешка · c2 белый слон · g2 белая пешка · h2 белая пешка · f1 белая ладья · g1 белый король | d8 чёрная ладья · g8 чёрный король · b7 чёрный слон · c7 чёрный ферзь · d7 чёрная ладья · e7 чёрный слон · f7 чёрная пешка · g7 чёрная пешка · h7 чёрная пешка · a6 чёрная пешка · c5 чёрная пешка · e5 белая пешка · f5 белая ладья · c4 белая пешка · d4 чёрный конь · e4 белый конь · c3 белый слон · e3 белый ферзь · a2 белая пешка · c2 белый слон · g2 белая пешка · h2 белая пешка · f1 белая ладья · g1 белый король | d8 чёрная ладья · g8 чёрный король · b7 чёрный слон · c7 чёрный ферзь · d7 чёрная ладья · e7 чёрный слон · f7 чёрная пешка · g7 чёрная пешка · h7 чёрная пешка · a6 чёрная пешка · c5 чёрная пешка · e5 белая пешка · f5 белая ладья · c4 белая пешка · d4 чёрный конь · e4 белый конь · c3 белый слон · e3 белый ферзь · a2 белая пешка · c2 белый слон · g2 белая пешка · h2 белая пешка · f1 белая ладья · g1 белый король | 5 |
| 4 | d8 чёрная ладья · g8 чёрный король · b7 чёрный слон · c7 чёрный ферзь · d7 чёрная ладья · e7 чёрный слон · f7 чёрная пешка · g7 чёрная пешка · h7 чёрная пешка · a6 чёрная пешка · c5 чёрная пешка · e5 белая пешка · f5 белая ладья · c4 белая пешка · d4 чёрный конь · e4 белый конь · c3 белый слон · e3 белый ферзь · a2 белая пешка · c2 белый слон · g2 белая пешка · h2 белая пешка · f1 белая ладья · g1 белый король | d8 чёрная ладья · g8 чёрный король · b7 чёрный слон · c7 чёрный ферзь · d7 чёрная ладья · e7 чёрный слон · f7 чёрная пешка · g7 чёрная пешка · h7 чёрная пешка · a6 чёрная пешка · c5 чёрная пешка · e5 белая пешка · f5 белая ладья · c4 белая пешка · d4 чёрный конь · e4 белый конь · c3 белый слон · e3 белый ферзь · a2 белая пешка · c2 белый слон · g2 белая пешка · h2 белая пешка · f1 белая ладья · g1 белый король | d8 чёрная ладья · g8 чёрный король · b7 чёрный слон · c7 чёрный ферзь · d7 чёрная ладья · e7 чёрный слон · f7 чёрная пешка · g7 чёрная пешка · h7 чёрная пешка · a6 чёрная пешка · c5 чёрная пешка · e5 белая пешка · f5 белая ладья · c4 белая пешка · d4 чёрный конь · e4 белый конь · c3 белый слон · e3 белый ферзь · a2 белая пешка · c2 белый слон · g2 белая пешка · h2 белая пешка · f1 белая ладья · g1 белый король | d8 чёрная ладья · g8 чёрный король · b7 чёрный слон · c7 чёрный ферзь · d7 чёрная ладья · e7 чёрный слон · f7 чёрная пешка · g7 чёрная пешка · h7 чёрная пешка · a6 чёрная пешка · c5 чёрная пешка · e5 белая пешка · f5 белая ладья · c4 белая пешка · d4 чёрный конь · e4 белый конь · c3 белый слон · e3 белый ферзь · a2 белая пешка · c2 белый слон · g2 белая пешка · h2 белая пешка · f1 белая ладья · g1 белый король | d8 чёрная ладья · g8 чёрный король · b7 чёрный слон · c7 чёрный ферзь · d7 чёрная ладья · e7 чёрный слон · f7 чёрная пешка · g7 чёрная пешка · h7 чёрная пешка · a6 чёрная пешка · c5 чёрная пешка · e5 белая пешка · f5 белая ладья · c4 белая пешка · d4 чёрный конь · e4 белый конь · c3 белый слон · e3 белый ферзь · a2 белая пешка · c2 белый слон · g2 белая пешка · h2 белая пешка · f1 белая ладья · g1 белый король | d8 чёрная ладья · g8 чёрный король · b7 чёрный слон · c7 чёрный ферзь · d7 чёрная ладья · e7 чёрный слон · f7 чёрная пешка · g7 чёрная пешка · h7 чёрная пешка · a6 чёрная пешка · c5 чёрная пешка · e5 белая пешка · f5 белая ладья · c4 белая пешка · d4 чёрный конь · e4 белый конь · c3 белый слон · e3 белый ферзь · a2 белая пешка · c2 белый слон · g2 белая пешка · h2 белая пешка · f1 белая ладья · g1 белый король | d8 чёрная ладья · g8 чёрный король · b7 чёрный слон · c7 чёрный ферзь · d7 чёрная ладья · e7 чёрный слон · f7 чёрная пешка · g7 чёрная пешка · h7 чёрная пешка · a6 чёрная пешка · c5 чёрная пешка · e5 белая пешка · f5 белая ладья · c4 белая пешка · d4 чёрный конь · e4 белый конь · c3 белый слон · e3 белый ферзь · a2 белая пешка · c2 белый слон · g2 белая пешка · h2 белая пешка · f1 белая ладья · g1 белый король | d8 чёрная ладья · g8 чёрный король · b7 чёрный слон · c7 чёрный ферзь · d7 чёрная ладья · e7 чёрный слон · f7 чёрная пешка · g7 чёрная пешка · h7 чёрная пешка · a6 чёрная пешка · c5 чёрная пешка · e5 белая пешка · f5 белая ладья · c4 белая пешка · d4 чёрный конь · e4 белый конь · c3 белый слон · e3 белый ферзь · a2 белая пешка · c2 белый слон · g2 белая пешка · h2 белая пешка · f1 белая ладья · g1 белый король | 4 |
| 3 | d8 чёрная ладья · g8 чёрный король · b7 чёрный слон · c7 чёрный ферзь · d7 чёрная ладья · e7 чёрный слон · f7 чёрная пешка · g7 чёрная пешка · h7 чёрная пешка · a6 чёрная пешка · c5 чёрная пешка · e5 белая пешка · f5 белая ладья · c4 белая пешка · d4 чёрный конь · e4 белый конь · c3 белый слон · e3 белый ферзь · a2 белая пешка · c2 белый слон · g2 белая пешка · h2 белая пешка · f1 белая ладья · g1 белый король | d8 чёрная ладья · g8 чёрный король · b7 чёрный слон · c7 чёрный ферзь · d7 чёрная ладья · e7 чёрный слон · f7 чёрная пешка · g7 чёрная пешка · h7 чёрная пешка · a6 чёрная пешка · c5 чёрная пешка · e5 белая пешка · f5 белая ладья · c4 белая пешка · d4 чёрный конь · e4 белый конь · c3 белый слон · e3 белый ферзь · a2 белая пешка · c2 белый слон · g2 белая пешка · h2 белая пешка · f1 белая ладья · g1 белый король | d8 чёрная ладья · g8 чёрный король · b7 чёрный слон · c7 чёрный ферзь · d7 чёрная ладья · e7 чёрный слон · f7 чёрная пешка · g7 чёрная пешка · h7 чёрная пешка · a6 чёрная пешка · c5 чёрная пешка · e5 белая пешка · f5 белая ладья · c4 белая пешка · d4 чёрный конь · e4 белый конь · c3 белый слон · e3 белый ферзь · a2 белая пешка · c2 белый слон · g2 белая пешка · h2 белая пешка · f1 белая ладья · g1 белый король | d8 чёрная ладья · g8 чёрный король · b7 чёрный слон · c7 чёрный ферзь · d7 чёрная ладья · e7 чёрный слон · f7 чёрная пешка · g7 чёрная пешка · h7 чёрная пешка · a6 чёрная пешка · c5 чёрная пешка · e5 белая пешка · f5 белая ладья · c4 белая пешка · d4 чёрный конь · e4 белый конь · c3 белый слон · e3 белый ферзь · a2 белая пешка · c2 белый слон · g2 белая пешка · h2 белая пешка · f1 белая ладья · g1 белый король | d8 чёрная ладья · g8 чёрный король · b7 чёрный слон · c7 чёрный ферзь · d7 чёрная ладья · e7 чёрный слон · f7 чёрная пешка · g7 чёрная пешка · h7 чёрная пешка · a6 чёрная пешка · c5 чёрная пешка · e5 белая пешка · f5 белая ладья · c4 белая пешка · d4 чёрный конь · e4 белый конь · c3 белый слон · e3 белый ферзь · a2 белая пешка · c2 белый слон · g2 белая пешка · h2 белая пешка · f1 белая ладья · g1 белый король | d8 чёрная ладья · g8 чёрный король · b7 чёрный слон · c7 чёрный ферзь · d7 чёрная ладья · e7 чёрный слон · f7 чёрная пешка · g7 чёрная пешка · h7 чёрная пешка · a6 чёрная пешка · c5 чёрная пешка · e5 белая пешка · f5 белая ладья · c4 белая пешка · d4 чёрный конь · e4 белый конь · c3 белый слон · e3 белый ферзь · a2 белая пешка · c2 белый слон · g2 белая пешка · h2 белая пешка · f1 белая ладья · g1 белый король | d8 чёрная ладья · g8 чёрный король · b7 чёрный слон · c7 чёрный ферзь · d7 чёрная ладья · e7 чёрный слон · f7 чёрная пешка · g7 чёрная пешка · h7 чёрная пешка · a6 чёрная пешка · c5 чёрная пешка · e5 белая пешка · f5 белая ладья · c4 белая пешка · d4 чёрный конь · e4 белый конь · c3 белый слон · e3 белый ферзь · a2 белая пешка · c2 белый слон · g2 белая пешка · h2 белая пешка · f1 белая ладья · g1 белый король | d8 чёрная ладья · g8 чёрный король · b7 чёрный слон · c7 чёрный ферзь · d7 чёрная ладья · e7 чёрный слон · f7 чёрная пешка · g7 чёрная пешка · h7 чёрная пешка · a6 чёрная пешка · c5 чёрная пешка · e5 белая пешка · f5 белая ладья · c4 белая пешка · d4 чёрный конь · e4 белый конь · c3 белый слон · e3 белый ферзь · a2 белая пешка · c2 белый слон · g2 белая пешка · h2 белая пешка · f1 белая ладья · g1 белый король | 3 |
| 2 | d8 чёрная ладья · g8 чёрный король · b7 чёрный слон · c7 чёрный ферзь · d7 чёрная ладья · e7 чёрный слон · f7 чёрная пешка · g7 чёрная пешка · h7 чёрная пешка · a6 чёрная пешка · c5 чёрная пешка · e5 белая пешка · f5 белая ладья · c4 белая пешка · d4 чёрный конь · e4 белый конь · c3 белый слон · e3 белый ферзь · a2 белая пешка · c2 белый слон · g2 белая пешка · h2 белая пешка · f1 белая ладья · g1 белый король | d8 чёрная ладья · g8 чёрный король · b7 чёрный слон · c7 чёрный ферзь · d7 чёрная ладья · e7 чёрный слон · f7 чёрная пешка · g7 чёрная пешка · h7 чёрная пешка · a6 чёрная пешка · c5 чёрная пешка · e5 белая пешка · f5 белая ладья · c4 белая пешка · d4 чёрный конь · e4 белый конь · c3 белый слон · e3 белый ферзь · a2 белая пешка · c2 белый слон · g2 белая пешка · h2 белая пешка · f1 белая ладья · g1 белый король | d8 чёрная ладья · g8 чёрный король · b7 чёрный слон · c7 чёрный ферзь · d7 чёрная ладья · e7 чёрный слон · f7 чёрная пешка · g7 чёрная пешка · h7 чёрная пешка · a6 чёрная пешка · c5 чёрная пешка · e5 белая пешка · f5 белая ладья · c4 белая пешка · d4 чёрный конь · e4 белый конь · c3 белый слон · e3 белый ферзь · a2 белая пешка · c2 белый слон · g2 белая пешка · h2 белая пешка · f1 белая ладья · g1 белый король | d8 чёрная ладья · g8 чёрный король · b7 чёрный слон · c7 чёрный ферзь · d7 чёрная ладья · e7 чёрный слон · f7 чёрная пешка · g7 чёрная пешка · h7 чёрная пешка · a6 чёрная пешка · c5 чёрная пешка · e5 белая пешка · f5 белая ладья · c4 белая пешка · d4 чёрный конь · e4 белый конь · c3 белый слон · e3 белый ферзь · a2 белая пешка · c2 белый слон · g2 белая пешка · h2 белая пешка · f1 белая ладья · g1 белый король | d8 чёрная ладья · g8 чёрный король · b7 чёрный слон · c7 чёрный ферзь · d7 чёрная ладья · e7 чёрный слон · f7 чёрная пешка · g7 чёрная пешка · h7 чёрная пешка · a6 чёрная пешка · c5 чёрная пешка · e5 белая пешка · f5 белая ладья · c4 белая пешка · d4 чёрный конь · e4 белый конь · c3 белый слон · e3 белый ферзь · a2 белая пешка · c2 белый слон · g2 белая пешка · h2 белая пешка · f1 белая ладья · g1 белый король | d8 чёрная ладья · g8 чёрный король · b7 чёрный слон · c7 чёрный ферзь · d7 чёрная ладья · e7 чёрный слон · f7 чёрная пешка · g7 чёрная пешка · h7 чёрная пешка · a6 чёрная пешка · c5 чёрная пешка · e5 белая пешка · f5 белая ладья · c4 белая пешка · d4 чёрный конь · e4 белый конь · c3 белый слон · e3 белый ферзь · a2 белая пешка · c2 белый слон · g2 белая пешка · h2 белая пешка · f1 белая ладья · g1 белый король | d8 чёрная ладья · g8 чёрный король · b7 чёрный слон · c7 чёрный ферзь · d7 чёрная ладья · e7 чёрный слон · f7 чёрная пешка · g7 чёрная пешка · h7 чёрная пешка · a6 чёрная пешка · c5 чёрная пешка · e5 белая пешка · f5 белая ладья · c4 белая пешка · d4 чёрный конь · e4 белый конь · c3 белый слон · e3 белый ферзь · a2 белая пешка · c2 белый слон · g2 белая пешка · h2 белая пешка · f1 белая ладья · g1 белый король | d8 чёрная ладья · g8 чёрный король · b7 чёрный слон · c7 чёрный ферзь · d7 чёрная ладья · e7 чёрный слон · f7 чёрная пешка · g7 чёрная пешка · h7 чёрная пешка · a6 чёрная пешка · c5 чёрная пешка · e5 белая пешка · f5 белая ладья · c4 белая пешка · d4 чёрный конь · e4 белый конь · c3 белый слон · e3 белый ферзь · a2 белая пешка · c2 белый слон · g2 белая пешка · h2 белая пешка · f1 белая ладья · g1 белый король | 2 |
| 1 | d8 чёрная ладья · g8 чёрный король · b7 чёрный слон · c7 чёрный ферзь · d7 чёрная ладья · e7 чёрный слон · f7 чёрная пешка · g7 чёрная пешка · h7 чёрная пешка · a6 чёрная пешка · c5 чёрная пешка · e5 белая пешка · f5 белая ладья · c4 белая пешка · d4 чёрный конь · e4 белый конь · c3 белый слон · e3 белый ферзь · a2 белая пешка · c2 белый слон · g2 белая пешка · h2 белая пешка · f1 белая ладья · g1 белый король | d8 чёрная ладья · g8 чёрный король · b7 чёрный слон · c7 чёрный ферзь · d7 чёрная ладья · e7 чёрный слон · f7 чёрная пешка · g7 чёрная пешка · h7 чёрная пешка · a6 чёрная пешка · c5 чёрная пешка · e5 белая пешка · f5 белая ладья · c4 белая пешка · d4 чёрный конь · e4 белый конь · c3 белый слон · e3 белый ферзь · a2 белая пешка · c2 белый слон · g2 белая пешка · h2 белая пешка · f1 белая ладья · g1 белый король | d8 чёрная ладья · g8 чёрный король · b7 чёрный слон · c7 чёрный ферзь · d7 чёрная ладья · e7 чёрный слон · f7 чёрная пешка · g7 чёрная пешка · h7 чёрная пешка · a6 чёрная пешка · c5 чёрная пешка · e5 белая пешка · f5 белая ладья · c4 белая пешка · d4 чёрный конь · e4 белый конь · c3 белый слон · e3 белый ферзь · a2 белая пешка · c2 белый слон · g2 белая пешка · h2 белая пешка · f1 белая ладья · g1 белый король | d8 чёрная ладья · g8 чёрный король · b7 чёрный слон · c7 чёрный ферзь · d7 чёрная ладья · e7 чёрный слон · f7 чёрная пешка · g7 чёрная пешка · h7 чёрная пешка · a6 чёрная пешка · c5 чёрная пешка · e5 белая пешка · f5 белая ладья · c4 белая пешка · d4 чёрный конь · e4 белый конь · c3 белый слон · e3 белый ферзь · a2 белая пешка · c2 белый слон · g2 белая пешка · h2 белая пешка · f1 белая ладья · g1 белый король | d8 чёрная ладья · g8 чёрный король · b7 чёрный слон · c7 чёрный ферзь · d7 чёрная ладья · e7 чёрный слон · f7 чёрная пешка · g7 чёрная пешка · h7 чёрная пешка · a6 чёрная пешка · c5 чёрная пешка · e5 белая пешка · f5 белая ладья · c4 белая пешка · d4 чёрный конь · e4 белый конь · c3 белый слон · e3 белый ферзь · a2 белая пешка · c2 белый слон · g2 белая пешка · h2 белая пешка · f1 белая ладья · g1 белый король | d8 чёрная ладья · g8 чёрный король · b7 чёрный слон · c7 чёрный ферзь · d7 чёрная ладья · e7 чёрный слон · f7 чёрная пешка · g7 чёрная пешка · h7 чёрная пешка · a6 чёрная пешка · c5 чёрная пешка · e5 белая пешка · f5 белая ладья · c4 белая пешка · d4 чёрный конь · e4 белый конь · c3 белый слон · e3 белый ферзь · a2 белая пешка · c2 белый слон · g2 белая пешка · h2 белая пешка · f1 белая ладья · g1 белый король | d8 чёрная ладья · g8 чёрный король · b7 чёрный слон · c7 чёрный ферзь · d7 чёрная ладья · e7 чёрный слон · f7 чёрная пешка · g7 чёрная пешка · h7 чёрная пешка · a6 чёрная пешка · c5 чёрная пешка · e5 белая пешка · f5 белая ладья · c4 белая пешка · d4 чёрный конь · e4 белый конь · c3 белый слон · e3 белый ферзь · a2 белая пешка · c2 белый слон · g2 белая пешка · h2 белая пешка · f1 белая ладья · g1 белый король | d8 чёрная ладья · g8 чёрный король · b7 чёрный слон · c7 чёрный ферзь · d7 чёрная ладья · e7 чёрный слон · f7 чёрная пешка · g7 чёрная пешка · h7 чёрная пешка · a6 чёрная пешка · c5 чёрная пешка · e5 белая пешка · f5 белая ладья · c4 белая пешка · d4 чёрный конь · e4 белый конь · c3 белый слон · e3 белый ферзь · a2 белая пешка · c2 белый слон · g2 белая пешка · h2 белая пешка · f1 белая ладья · g1 белый король | 1 |
|   | a | b | c | d | e | f | g | h |   |

Своим лучшим произведением Небольсин считал партию, сыгранную в 1965 г. (он не называл фамилию противника).
Небольсин — NN, 1965
Небольсин указывает, что в дебюте этой партии он применил новинку: 1. e4 c5 2. Кf3 e6 3. d4 cd 4. К:d4 a6 5. c4 Кf6 6. Фe2!?
Критическая позиция возникла после 22-го хода черных (см. диаграмму).
23. Кf6+ gf 24. Фh6 К:c2 25.e6 Кd4 26. Лg5+ fg 27. ef+ Крh8 28. f8Ф+ С:f8 29. Л:f8+ Л:f8 30. Ф:f8#.
По словам Небольсина, он показывал позицию на диаграмме многим известным шахматистам, в том числе М. Н. Талю и И. А. Зайцеву. Зайцев обнаружил, что сделанный в партии ход 23. Кf6+ не приводит к победе ввиду 23… С:f6, а лучшим продолжением в позиции на диаграмме является 23. Фf2. Согласно Зайцеву, атака белых в этом случае достаточна для ничьей. Анализ И. А. Зайцева в сокращенном виде был напечатан в газете «Шахматная неделя». Позже И. Б. Одесский опубликовал полную версию примечаний Зайцева в статье, посвященной победе В. В. Небольсиной на юниорском чемпионате мира 2007 г.